# 阿特金斯 (愛荷華州)
阿特金斯（英語：Atkins）是美国艾奥瓦州本頓縣下轄的一个城市，面積為2.82平方公里。根据2010年美国人口普查数据，该地人口为1,670人，与2000年相比有所增加。